# Kamantū
Kamantū (persiska: كَمَنتو, کمنتو) är en ort i Iran.   Den ligger i provinsen Kurdistan, i den nordvästra delen av landet, 500 km väster om huvudstaden Teheran. Kamantū ligger 1 559 meter över havet och antalet invånare är 241.
Terrängen runt Kamantū är kuperad.Runt Kamantū är det ganska glesbefolkat, med 50 invånare per kvadratkilometer. Närmaste större samhälle är Saqqez, 10,0 km nordväst om Kamantū. Trakten runt Kamantū består i huvudsak av gräsmarker.